# بطولة النساء العالمية إن دبليو إيه
بطولة النساء العالمية إن دبليو إيه بطولة مصارعة محترفة نسائية تم تاسيسها وترويجها من قبل منظمة تحالف المصارعة الوطني (إن دبليو إيه) الأمريكية. كانت أول فائزة باللقب هي ميلدريد بيرك في عام 1937 حين هزمت كلارا مورتنسن. حاليًا تحمل كاميل اللقب، وهي في عهدها الأول.

## التاريخ
تم الاعتراف بميلدريد بيرك كأول بطلة. بعد أن انتهت انتهت سقطتان من ثلاث ضد جون بايرز في عام 1954 بدون نتيجة. تم الاعتراف ببايرز على أنها بطلة العالم للسيدات في إن دبليو إيه، مما جعل بورك تؤسس بطولة العالم الفردية دبليو دبليو دبليو إيه حيث تم الاعتراف بها كأول بطلة لها. عند تقاعد جون بايرز، صارت البطولة تحملها (وتديرها) ليليان إليسون (تحت اسم الحلبة ذا فابيولوس مولاه)، التي فازت بالبطولة لأول مرة في معركة ملكية في سبتمبر 1956.
في عام 1983، تم بيع الحزام المادي من قبل مولاه إلى منظمة وورلد ريسلينغ فيدرايشن (دبليو دبليو إف، الآن دبليو دبليو إي)، حيث أصبح بطولة النساء دبليو دبليو إف. اعترفت وورلد ريسلينغ فيدرايشن بمولاه باعتبارها البطلة لكن المنظمة نفسها لم يعترف بأي من تغييرات اللقب التي حدثت منذ أن حصلت مولاه على اللقب لأول مرة في عام 1956. واصل لقب إن دبليو إيه النسائي نسبه بعد شراء حزام مولاه وإعادة تسميته من قبل دبليو دبليو إف.
احتفظت فابيولوس مولاه باللقب مرات أكثر من أي مصارعة أخرى، بإجمالي أربعة عهود. كما أنها صاحبة أطول فترة حفاظ على اللقب ب3651 يومًا، وهي أكبر بطلة حين فازت باللقب وهي تبلغ من العمر 55 عامًا. ماليا هوساكا هي صاحبة أقصر فترة حفاظ على اللقب بيوم واحد. لا رينا دي كورازونز هي أصغر بطلة حين فازت باللقب وهي تبلغ من العمر 21 عامًا. بشكل عام، تم الاحتفاظ باللقب من قبل 25 امرأة مختلفة لما مجموعه 35 عهدًا.
من خلال شراكات مختلفة، تم أيضًا الدفاع عن بطولة إن دبليو إيه العالمية للسيدات في عروض ترويجية أخرى.

## روابط خارجية
- تاريخ بطولة النساء العالمية إن دبليو إيه